# Липолиза
Липолизата (от старогръцки λίπος (мазнина) и λύσις (разтваряне)) представлява разграждането на естерната връзка на липидите (напр. триглицеридите) под действието на ензими от групата на липазите. При разпада се образуват моно- и дигрицериди (междинни продукти), свободни мастни киселини и алкохолите глицерин или холестерин. В животинските организми липолизата протича предимно при мобилизирането на мазнини от мастната тъкан (мастните депа), и в по-малка степен при храносмилането под действието на ензима панкреаслипаза. Чрез бета оксидация от получените мастните киселини се добива енергия. Процесът на липолиза е обратим, при т. нар. липогенеза организмите са в състояние да синтезират мастни киселини и мазнини от въглехидрати като глюкоза.

## Локализация
Около 15 % от естерните връзки на погълнатите триацилглицериди се разграждат в стомаха, основната част в червата, но като се образуват главно моноацилглицериди и мастни киселини. Останалите моноестери се комбинират с дълговерижни мастни киселини, за да образуват мицели, които дифундират пасивно през клетъчните мембрани в чревната лигавица. Тук мастните киселини, моно- и диацилглицеридите се превръщат обратно в мазнини и се събират заедно с холестерол и холестеролни естери, фосфолипиди и липопротеини, за да образуват т. нар. хиломикрони. Чрез тях липидите, абсорбирани от храната, се транспортират главно до мастните клетки, така наречените адипоцити, и отчасти също до черния дроб и мускулната тъкан. Същинската липолиза се извършва главно в мастните клетки. Мазнините са най-важният енергиен резерв на човека.  Почти всички животни използват липидите като енегрийни запаси. При почти всички животни това става под формата на триглицериди, само някои риби могат да образуват и восъци,  например есколарът (Lepidocybium flavobrunneum). Повечето животни имат специализирани клетки (адипоцити) за съхранение на мазнините, докато някои риби съхраняват енергията си в мускулната тъкан или в черния дроб. 

### В стомаха
Стомашните липази разграждат мазнините до моно- и диглицериди. Въпреки че тези ензими имат оптимум на активността при рН 5 – 7, те са ефективни и в силно киселинната среда в стомаха. Тук протича само малка част от липолизата. 

### В тънкото черво
В тънките черва панкреатичната липаза разгражда мазнините главно до β-моноглицериди. Карбоксилестеразите и активираните от жлъчни соли липази разлагат наред с мазнините и холестеролните естери и β-моноглицеридите на мастни киселини и съответния алкохол.

### В адипоцитите
Мастната тъкан служи като мастно депо на тялото за доставяне на енергия.  Тук, при необходимост, триглицеридите се разграждат на глицерин и мастни киселини чрез липолитична каскада.  Ензимът, ограничаващ скоростта на процеса, се нарича адипоцитна триглицеридна липаза ( ATGL ). Той отделя първата мастна киселина от триглицерида.  Във втория етап образуваният диглицерид се разцепва от хормон-чувствителната липаза ( HSL ), която от своя страна освобождава мастна киселина, този път с образуването на моноглицерид. В последния етап моноглицеридната липаза ( MGL ) разделя моноглицерида и освобождава последната мастна киселина и глицерол. Холестеролът и ретиниловите естери, които присъстват в мастната тъкан, също се разграждат от HSL, освобождавайки мастни киселини. 

## Активиране и инхибиране
Регулацията на липолизата е тясно свързана с регулирането на нивата на кръвната захар, тъй като от една страна глюкагонът увеличава разграждането на мазнините, а от друга инсулинът го инхибира. Отделянето на адреналин, норадреналин и други фенилалкиламини, както и кортизол активира липолизата. Много лекарства с така нареченото симпатикомиметично действие, т.е. стимулиращ ефект върху вегетативната нервна система, въздействат на разграждането на мазнините. При това ефектът при двете различни групи симпатикомиметици е противоположен (виж списъка). Простагландините, никотиновата киселина и бета-блокерите инхибират липолизата.
Активирането на липолизата става под действието на
- адреналин
- норепинефрин
- глюкагон
- Адренокортикотропин ( ACTH )
- кортизол
- Тиротропин ( TSH )
- соматотропин
- Лекарства от групите алфа- рецепторни блокери, β-симпатикомиметици

Инхибирането на липолизата става под действието на
- инсулин
- Простагландин Е1
- никотинова киселина
- Лекарства от групите бета- рецепторни блокери, α-симпатикомиметици

## Липолиза в хранителните продукти
В много храни като мляко и млечни продукти, маслодайни семена, зърнени храни, плодове и зеленчуци се съдържат както липиди така и ензимите, които ги разграждат. Затова при съхранението им може да протече липолиза, която е нежелателна в повечето храни. Но при производството на сирене и сурови колбаси тези процеси понякога са желателни. Наред с моно- и диестерите на глицерола се образуват и мастни киселини с къса верига, които имат отрицателен ефект върху вкуса и мириса на храната, като например зловонната маслена киселина. При развалянето на мазнините получените мастни киселини могат също да се окислят до липидни пероксиди ако са изложени на въздух. При нагряване на храната липазите се денатурират и по този начин се инактивират.  Това се използва например за консервиране на мляко ( обработка при ултрависока температура ).